# Тихонов, Александр Андреевич
Алекса́ндр Андре́евич Ти́хонов (род. 4 мая 1988 года, Миасс, Челябинская область) — российский пловец, член национальной сборной России с 2004 года. Участник Олимпийских игр 2008 года в Пекине и Олимпийских игр 2012 года в Лондоне.

Бронзовый призёр Чемпионата Европы на короткой воде (2007), Вице-чемпион Европы в эстафете 4×200 метров вольным стилем (2008), 12-кратный Чемпион России по плаванию. Мастер спорта России международного класса (2006).

## Биография

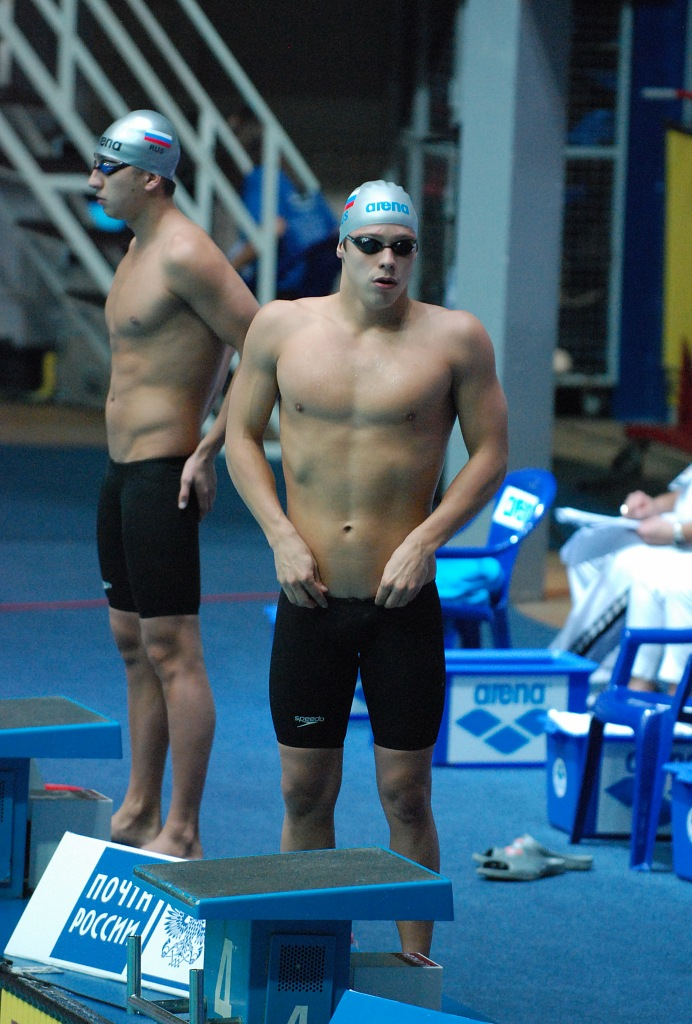
2010 год

Тренировки Александра Тихонова начались с юных лет. Его первым наставником и тренером стала мама — заслуженный тренер России Елена Александровна Тихонова. С 2003 года Саша продолжил свои тренировки уже в Центре Олимпийской подготовки.
В 2004 году Александр Тихонов вошёл в состав Национальной Сборной России, и продолжал тренироваться у своей матери. В 2005 году пловец принял участие во II летней Спартакиаде учащихся России. Спортсмен на отлично продемонстрировал свои способности и завоевал 1 место на двухсотметровой дистанции.
В 2007 году Александр завоевал ещё одно первое место на Чемпионате России на дистанциях 200 и 400 метров комплексным плаванием. В том же году он стал бронзовым призёром Чемпионата Европы на короткой воде.
В 2008 году на Чемпионате России пловец вновь повторяет свои достижения прошлого года. И отлично показывает себя на Чемпионате Европы, занимая 2 место в эстафете, 4х200 метров вольным стилем.

## Олимпийские игры 2008, Пекин
| 200 м комплекс | Александр Тихонов | 2:01.21 | 22 | Не прошёл | Не прошёл | Не прошёл | Не прошёл |           |           |
| 400 м комплекс | Александр Тихонов | 4:16.49 | 16 |           |           | Не прошёл | Не прошёл | Не прошёл | Не прошёл |

На Олимпийских играх 2008 года в Пекине, Александр выступал на дистанциях — 200 и 400 м комплексное плавание.
К сожалению, молодой российский спортсмен не привез с собой медалей, но установил очередной личный рекорд: 400 м комплексным плаванием — 4:16.49, 200 м комплексным плаванием — 2:01.21.

## Олимпийские игры 2012, Лондон
| 200 м комплекс | Александр Тихонов | 2:01.00 | 24 | Не прошёл | Не прошёл | Не прошёл | Не прошёл |           |           |
| 400 м комплекс | Александр Тихонов | 4:18.12 | 21 |           |           | Не прошёл | Не прошёл | Не прошёл | Не прошёл |

На Олимпийских играх 2012 года в Лондоне, Александр не смог пробиться в финал в комплексном плавании на 400 м, показав в своем заплыве пятое время и 21-е общее (4:18.12).
На дистанции 200 м комплексным плаванием в результате предварительных заплывов показал 24-е время — 2:01.00, оказавшись вне полуфинальных стартов.

## Интервью
- Интервью члена сборной России по плаванию Александра Тихонова
- Пловец Александр Тихонов: «Надо учиться преподносить свои эмоции»
- Чемпионат.com. Александр Тихонов: «Все мысли только об Олимпиаде»
- Впечатлениями от олимпийского дебюта поделился миасский пловец Александр Тихонов